# Juozas Montvila
Juozas Montvila (Nendrinishkii, 3. siječnja 1885. – Atlantik, 15. travnja 1912.) bio je litavski katolički svećenik. Jedan je od žrtava među putnicima drugog razreda „RMS Titanica”, a postao je poznat kroz izvješća preživjelih o svojem uzornom ponašanju tijekom potonuća broda.

## Životopis
Montvila je bio najstariji od osmero djece u obitelji Kazysa i Magdalene (rođ. Karalevičiūtė). Prvo je pohađao osnovnu školu u Marijampolu, a zatim tamošnju gimnaziju. Nakon toga je ušao u sjemenište u Seinų. U Varšavi je 22. ožujka 1908. zaređen za svećenika. Djelovao je u župi Lipsk u okrugu Augustavas (danas Augustów u Poljskoj). Upao je u nevolje kada je obavio krštenje dojenčadi i ispovijed za članove istočnih katoličkih Crkva. To se dogodilo nakon što su oni bili prisilno uključivani u Rusku pravoslavnu Crkvu. Zbog toga je protiv njega bio pokrenut kazneni postupak. Nakon što je premješten u Liubavas, više nije mogao obnašati dužnost. Stoga je zarađivao kao ilustrator za katoličke časopise. Uz odobrenje biskupa Seinaija (danas Sejny u Poljskoj), Antanasa Karosasa, potajno je napustio Litvu krajem 1911. kako bi se nastanio kod svog brata Petrasa, koji se iselio u SAD. Time je želio izbjeći zabranu obavljanja službe u cijelome Ruskom Carstvu kao i moguće kazne.
Dana 2. travnja 1912. bio je u Londonu, gdje je pismom obavijestio brata o svojem skorom dolasku. Rezervirao je mjesto u drugome razredu na RMS Titanicu. U prtljazi mu je bila knjiga litavskih pjesama Antanasa i Jonasa Juške, za koju se nadao da će je objaviti u Sjedinjenim Državama. Ova je knjiga desetljećima kasnije izvučena iz olupina zajedno s drugim predmetima.

### RMS Titanic
Nakon sudara sa santom leda u sjevernom Atlantiku kasno navečer, 14. travnja 1912., brzo je postalo očito da će brod potonuti. Montvila je pružao duhovnu pomoć putnicima, zajedo s drugim svećenicima, Thomasom Bylesom i Josipom Perušićem. Svećenicima je bilo ponuđeno mjesto u čamcu za spašavanje, koje su oni odbili. Montvila nije preživio nesreću RMS Titanica i nije ga se moglo identificirati među pronađenim žrtvama. Kasnije je Zaklada za pomoć njegovoj obitelji isplatio 130 funti odštete.

## Počasti
U Liubavasu, jednom od njegovih posljednjih župničkih mjesta, podignuta mu je spomen-ploča.

## Poveznice
- RMS Titanic
- Josip Perušić
- Thomas Byles

### Novinski članci
- Žemaitis, Kęstutis. Tragizmas ir herojiška meilė "Titanike": kunigas Juozas Montvila [„Tragedija "Titanica" i herojska ljubav: otac Juozas Montvila”] (litavski). Pristupljeno 12. rujna 2022.
- Butkuvienė, Gerda. Lithuanians on the “Titanic” [„Litavci na "Titanicu"]. Draugas News (engleski). Pristupljeno 12. rujna 2022.

### Mrežna sjedišta
- Kloster Scheyern: Der Untergang der Titanic [„Samostan Scheyern: Potonuće Titanica”]. www.kloster-scheyern.de (njemački). Inačica izvorne stranice arhivirana 21. siječnja 2015. Pristupljeno 12. listopada 2023.